# O1G
O1G — мем, ставший политическим символом общественных протестов против правительства Венгрии под руководством Виктора Орбана. O1G является сокращением от популярного в стране выражения Orbán egy geci, что на русский язык переводится как «Орбан — сучка», где egy означает как неопределенный артикль, так и «один» (отсюда 1 в аббревиатуре), а просторечное слово geci буквально означает «сперма». Аббревиатура стала инструментом коммуникации в международной политике после того, как Ги Верхофстадт, лидер либеральной фракции Европарламента, использовал хэштег #O1G в сообщении Twitter в поддержку венгерских антиправительственных демонстраций.

## Предпосылки появления
Истоки мема восходят ко "Дню-G" , когда в феврале 2015 года поддерживаемый партией «Фидес — Венгерский гражданский союз» бизнесмен и олигарх Лайош Шимичка вступил в открытый публичный конфликт с премьер-министром Виктором Орбаном. Именно тогда в интервью венгерским СМИ Шимичка впервые применил слово geci по отношению к Орбану . В итоге "конфликт Орбана–Шимички" перерос в политическую и медийную борьбу, в ходе которой, в числе прочего, ранее поддерживающий Орбана телеканал Hír TV, которым владеет Шимичка, стал одной из самых значительных оппозиционных платформ вплоть до "разворота" в августе 2018 года.

## Использование
Аббревиатура O1G появилась в Интернете в декабре 2017 года. Позднее в секции комментариев на портале 444.hu появился основанный на аббревиатуре символ, созданный пользователем "regor", и в 2017 году популяризованный художником-граффитистом "Simicska of Buda" на страницах в Facebook и Tumblr. Символ и аббревиатура O1G широко применялись в Венгрии в ходе оппозиционных протестов 2018 года как средство выражения несогласия с Виктором Орбаном и партией "Фидес" в целом. Активисты также наносили O1G на монеты и денежные купюры. 
В силу своей специфики аббревиатура и символ распространяются в основном в оппозиционных сообществах, в то время как лояльные правительству СМИ и медиа стараются убрать этот мем из повестки, или же используют его для дискредитации оппозиции как вульгарный и неприемлемый в политической дискуссии приём.

## Отражение в культуре
Песня "Geciország" из альбома "Nihilista Rock 'N' Roll" (2017) венгерской панк-группы  HétköznaPICSAlódások основана на слогане O1G.